# C/1863 Y1 Respighi
La cometa C/1863 Y1 (Respighi) è una cometa non periodica scoperta il 28 dicembre 1863 a Bologna dall'astronomo italiano Lorenzo Respighi.